# Alfa 12 HP
De Alfa 12 HP was een model van het Italiaanse automerk ALFA, het latere Alfa Romeo, dat gebouwd werd tussen 1910 en 1915. De 12 HP was een kleinere en goedkopere variant van de Alfa 24 HP en is net als de 24 HP ontworpen door Giuseppe Merosi. De motor werd een 2413 cc viercilindermotor met een maximaal vermogen van 22 pk. De wagen haalde een topsnelheid van 90 km/u.